# Kanton Caudebec-en-Caux
Kanton Caudebec-en-Caux is een voormalig kanton van het Franse departement Seine-Maritime. Het kanton maakte deel uit van het arrondissement Rouen. Het werd opgeheven bij decreet van 27 februari 2014 met uitwerking in maart 2015.

## Gemeenten
Het kanton Caudebec-en-Caux omvatte de volgende gemeenten:
- Anquetierville
- Caudebec-en-Caux (hoofdplaats)
- Heurteauville
- Louvetot
- La Mailleraye-sur-Seine
- Maulévrier-Sainte-Gertrude
- Notre-Dame-de-Bliquetuit
- Saint-Arnoult
- Saint-Aubin-de-Crétot
- Saint-Gilles-de-Crétot
- Saint-Nicolas-de-Bliquetuit
- Saint-Nicolas-de-la-Haie
- Saint-Wandrille-Rançon
- Touffreville-la-Cable
- Vatteville-la-Rue
- Villequier